# Heinrich Boezo
Heinrich Boezo (* 17. Februar 1615 in Kunnersdorf; † 28. März 1689 in Dresden) war ein kursächsischer Leibarzt.

## Ausbildung
Heinrich Boezo wurde am 17. Februar 1615 in Kunnersdorf bei Dresden geboren. Sein Vater Michael Boezo, ein aus Spandau zugezogener Hofjuwelier und Kammerdiener, diente den Kurfürsten Christian I. und Johann Georg I. von Sachsen. Heinrichs Mutter, Benigna († 1625), war die Tochter des Hofapothekers und Dresdner Ratsherrn Andreas Peisker († 1692), den Kurfürstin Anna für ihre neue Hofapotheke berufen hatte.
Heinrich Boezo begann sein Studium am 13. Oktober 1630 in Wittenberg unter dem Namen Henricus Boetzo aus Dresden. Am 17. März 1635 graduierte er zum Magister und wechselte im folgenden Jahr nach Jena. Dort disputierte er am 8. August 1635 unter Werner Rolfinck, musste jedoch aufgrund der Kriegswirren sein Studium unterbrechen. Um seinen Lebensunterhalt zu sichern, arbeitete er zeitweise für den Chemiker und Jenaer Apotheker Valerian Theodor Clemens (1591–1637) und später für den Naumburger Stadtarzt Wilhelm Romanus (1559–1639), einen ehemaligen anhaltinischen Leibarzt aus Köthen.
1638 setzte Boezo sein Studium in Leipzig fort, wo er 1638 zum Lizentiaten graduiert und am 10. Dezember 1640 zum Doktor der Medizin promoviert wurde. Nach seiner Promotion nahm er noch am gleichen Tag als promovierter Präses und Professor publicus, vermutlich noch der Artistenfakultät, an einer Disputation pro loco teil.

## Beruf
Am 9. August 1654 informierte der Kurfürst seine Räte und den Landrentmeister über seine Entscheidung, Heinrich Boezo als Hofarzt zu bestellen, nachdem der bisherige Hofarzt Abraham Birnbaum zum Leibarzt befördert worden war. Boezo, der als Sohn des verstorbenen Hofgoldschmieds bereits „eine geraume Zeit in praxi geübt und gute Erfahrung erlangt“ hatte, war jedoch mit seiner Honorierung unzufrieden. Nach dem Tod von Kurfürst Johann Georg I. am 8. Oktober 1656 und ohne eine neue Bestallung, adressierte Boezo am 18. Januar 1659 seine Bedenken an Kurfürst Johann Georg II., insbesondere da der Hofstaat erweitert worden war. Erst neun Monate später, im September 1659, wies der Kurfürst seine Räte an, Boezos Gehalt von 150 fl. auf 200 fl. zu erhöhen und ihm statt nur einem Schragen drei Schragen Brennholz zuzuweisen. Es scheint keine unmittelbare Reaktion der Räte gegeben zu haben, denn am 5. November wandte sich Boezo erneut an sie, um die Auszahlung seines Gehalts für das beginnende Quartal Reminiscere und einen zusätzlichen Schragen Holz zu fordern.
Am 2. Januar 1663 wurde Heinrich Boezo zum Leibarzt befördert und war fortan für das medizinische Wohl des Herrscherpaares Johann Georg II. und Magdalena Sibylle, sowie deren Sohn verantwortlich. Neben seinem quartalsweise zu zahlenden Gehalt von 500 fl. erhielt er auch acht Schragen Buchenholz.
Im Jahr 1679, als aus Ungarn die Pest drohte, wurde Boezo zusammen mit den Leibärzten Abraham Birnbaum und Borzo in die Pestkommission berufen, die unter der Leitung des Dresdner Stadtarztes Dr. Heinrich Erndel stand.
Mit der Amtsübernahme von Kurfürst Johann Georg III. wurde Boezo am 12. September 1681 erneut zum Leibarzt ernannt. Dieses Amt übte er mit einem Gehalt von 500 fl., beginnend ab dem Quartal Crucis, aus und kombinierte es mit seiner Lehrtätigkeit an der Universität.

## Familie
Heinrich Boezo war zweimal verheiratet. Seine erste Frau, Anna († 1648), entstammte einer angesehenen Leipziger Familie; sie war die Tochter des Buchhändlers und Ratsherrn Gottfried Grosse und Urenkelin des kursächsischen Leibarztes Simon Simonis. Nach Annas Tod heiratete Boezo im Jahr 1649 Euphrosine (1632–1689), Tochter des kursächsischen Geheimen Rates Johann Leuber.